# Église Saint-Philippe-et-Saint-Jacques de Mrkonjić Grad
Pour les articles homonymes, voir Église Saint-Philippe et Église Saint-Jacques.
L'église Saint-Philippe-et-Saint-Jacques est située en Bosnie-Herzégovine, sur le territoire de la ville de Mrkonjić Grad et dans la municipalité de Mrkonjić Grad. Elle a été construite entre 1881 et 1883 et est inscrite sur la liste provisoire des monuments nationaux de Bosnie-Herzégovine.